# Tokihiro Satō
Tokihiro Satō (佐藤 時啓, Satō Tokihiro, né le 14 septembre 1957 à Sakata, préfecture de Yamagata) est un photographe japonais. Satō est surtout connu pour son expression inhabituelle de la lumière et de l'espace ainsi que pour ses interprétations de représentations et de danse. Diplômé d'un MFA et d'un BFA en musique et beaux-arts de l'université nationale des beaux-arts et de musique de Tokyo en 1981, Satō reçoit d'abord une formation de sculpteur, mais se tourne vers la photographie afin de mieux communiquer ses idées.
Reconnu pour son interaction ludique de la lumière, Satō utilise un appareil grand format pour des expositions qui durent de une à trois heures, tandis qu'il se déplace à travers l'espace en créant des points lumineux ou des lignes de lumière dessinées avec des lampes de poche ou des éclairs réalisés par des miroirs réfléchissants. Les résultats sont des photographies détaillées interrompues de tracés de lumière. Et en raison des longues expositions, les mouvements de Satō  à travers la scène restent indétectables par l'appareil photo; la photographie saisit sa présence, mais pas son image.
Les photographes de Sato sont exposées dans le monde entier dans des musées publics et privés dont le musée Solomon R. Guggenheim (New York) ; le musée d'art du comté de Los Angeles; le musée des beaux-arts de Houston ; l'institut d'art de Chicago ; le Cleveland Museum of Art ; le musée d'art moderne de Saitama, Japon ; le musée d'art contemporain de Hara (Tokyo) ; la Galerie d'art du Queensland (Brisbane) et le musée métropolitain de photographie de Tokyo. Des expositions personnelles dans des musées aux États-Unis ont eu lieu au Cleveland Museum of Art (2003), à l'institut d'art de Chicago (2005) et au Frist Art Museum (en) de Nashville (2010).
Il est actuellement professeur au département Inter-Media Art de l'université des arts de Tokyo.

## Albums
- Tokihiro Sato: Trees,  Leslie Tonkonow Artworks + Projects, New York, 2010 .  (ISBN 978-1-4243-3017-1).
- Sato, Tokihiro. Hikari–kokyū (光―呼吸?). Nikon Salon Books 24. Tokyo: Nikon, 1997.
- Sato, Tokihiro. Hikari–kokyū (光―呼吸?) / Photo–Respiration; Tokyo : Bijutsu Shuppan, 1997.  (ISBN 4-568-12060-8).
- Sato Tokihiro no manazashi "Hikari-kokyū" (佐藤時啓のまなざし「光-呼吸」?). Sakata : Sakatashi Bijutsukan, 1999.
- With (長沢秀之?) et (平田五郎?). Kokyū suru fūkei (呼吸する風景?) / Breathing landscapes. [Urawa]: Saitama Kenritsu Kindai Bijutsukan, 1999.
- Siegel, Elizabeth. Photo Respiration: Tokihiro Sato Photographs; Chicago : The Art Institute of Chicago, 2005.  (ISBN 0-86559-217-9).

## Sources
- (ja) Gendai shashin no keifu II (現代写真の系譜II) / History of Modern Photos II. Nikon Salon Books 28. Tokyo: Nikon, Nikkor Club, 2001.  pp. 90,92. Uniquement en japonais, en dépit du titre alternative en langue anglaise.
- Nihon no shashin: Uchi naru katachi, soto naru katachi. 3: Gendai no keshiki, 1980-95 (日本の写真：内なるかたち・外なるかたち 第3部：現代の1980～95) / Japanese Photography: Form In/Out. 3: Contemporary Scenery, 1980-90; musée métropolitain de photographie de Tokyo, 1996. Catalogue d'exposition, textes et légendes en japonais et anglais.
- (ja) Nihon shashinka jiten (日本写真家事典) / 328 Outstanding Japanese Photographers; Kyoto : Tankōsha, 2000. p. 156.  (ISBN 4-473-01750-8). En dépit de son titre alternatif en anglais, le texte est tout en japonais
- Tucker, Anne Wilkes, et al. The History of Japanese Photography; New Haven : Yale University Press, 2003.  (ISBN 0-300-09925-8).